# 킴 디킨스
킴 디킨스(Kim Dickens, 1965년 6월 18일 ~ )는 미국의 배우이다.

## 출연 작품

### 영화
- 위험한 진실 (1997)
- 위대한 유산 (1998)
- 머큐리 (1998)
- 할로우 맨 (2000)
- 기프트 (2000)
- 모래와 안개의 집 (2003)
- 땡큐 포 스모킹 (2005)
- 블라인드 사이드 (2009)
- 풋루즈 (2011)
- 앳 애니 프라이스 (2012)
- 나를 찾아줘 (2014)
- 미스 페레그린과 이상한 아이들의 집 (2016)
- 리지 (2018)
- 하이웨이맨 (2019)
- 그 남자, 좋은 간호사 (2022)

### 텔레비전
- 이야기 도시 (1997)
- 데드우드 (2004-06)
- 넘버스 (2006)
- 로스트 (2006-09)
- 프라이데이 나이트 라이츠 (2008-09)
- 플래시포워드 (2009)
- 트레메 (2010-13)
- 화이트 칼라 (2013)
- 썬즈 오브 아나키 (2013-14)
- 하우스 오브 카드 (2015-17)
- 피어 더 워킹 데드 (2015-18, 2022-23)